# فرودگاه زونا د ماتا رجینال
فرودگاه زونا د ماتا رجینال (به انگلیسی: Zona da Mata Regional Airport) (به زبان بومی: Aeroporto Regional da Zona da Mata) یک فرودگاه همگانی مسافربری با کد یاتا IZA است که یک باند فرود آسفالت دارد و طول باند آن ۲۵۱۵ متر است. این فرودگاه در شهر خوییز د فورا کشور برزیل قرار دارد و در ارتفاع ۴۱۱ متری از سطح دریا واقع شده است.

## شرکت‌های هواپیمایی و مقصدهای پروازی
| شرکت‌های هواپیمایی     | مقصدهای پروازی        |
| --------------------- | --------------------- |
| آزول برزیلین ایرلاینز | ویراکوپوس-کامپیناس    |
| گول ایر ترنسپورت      | کونگونیاس-سائو پائولو |